# Rexingen, Bas-Rhin
Rexingen är en kommun i departementet Bas-Rhin i regionen Grand Est (tidigare regionen Alsace) i nordöstra Frankrike. Kommunen ligger i kantonen Drulingen som tillhör arrondissementet Saverne. År 2022 hade Rexingen 202 invånare.

## Befolkningsutveckling
Antalet invånare i kommunen Rexingen
| Referens: INSEE |